# Влодковиці
Влодковиці (пол. Włodkowice) — село в Польщі, у гміні Ґрифіно Грифінського повіту Західнопоморського воєводства.
Населення — 52 особи (2011).
У 1975-1998 роках село належало до Щецинського воєводства.

## Демографія
Демографічна структура станом на 31 березня 2011 року:
|          | Загалом | Допрацездатний вік | Працездатний вік | Постпрацездатний вік |
| -------- | ------- | ------------------ | ---------------- | -------------------- |
| Чоловіки | 30      | 3                  | 25               | 2                    |
| Жінки    | 22      | 6                  | 14               | 2                    |
| Разом    | 52      | 9                  | 39               | 4                    |